# Idalus
Idalus is een geslacht van vlinders van de familie spinneruilen (Erebidae).

## Soorten
- I. admirabilis Cramer, 1777
- I. affinis Rothschild, 1917
- I. agastus Dyar, 1910
- I. agricus Dyar, 1910
- I. albescens Rothschild, 1909
- I. albidior Rothschild, 1917
- I. aleteria Schaus, 1905
- I. bicolorella Strand, 1919
- I. brachystriata Dognin, 1912
- I. carinosa Schaus, 1905
- I. citrina Druce, 1890
- I. crinis Druce, 1884
- I. critheis Druce, 1884
- I. daga Dognin, 1891
- I. dares Druce, 1894
- I. decisa Rothschild, 1917
- I. delicata Möschler, 1886
- I. dilucida Rothschild, 1910
- I. dognini Rothschild, 1910
- I. dorsalis Seitz, 1921
- I. erythronota Herrich-Schäffer, 1853
- I. fasciipuncta Rothschild, 1909
- I. felderi Rothschild, 1909
- I. flavibrunnea Dognin, 1906
- I. flavicostalis Rothschild, 1935
- I. herois Schaus, 1889
- I. idalia Hampson, 1901
- I. intermedia Rothschild, 1909
- I. iragorri Dognin, 1902
- I. irrupta Schaus, 1905
- I. lineosus Walker, 1869

- I. lucens Druce, 1901
- I. luteorosea Rothschild, 1909
- I. lutescens Rothschild, 1909
- I. metacrinis Rothschild, 1909
- I. monostidza Hampson, 1916
- I. mossi Rothschild
- I. multicolor Rothschild, 1909
- I. nigropunctata Rothschild, 1909
- I. noiva Jones, 1914
- I. ochracea Rothschild, 1909
- I. ochreata Schaus, 1905
- I. ortus Schaus, 1892
- I. panamensis Schaus, 1921
- I. perlineosa Rothschild, 1917
- I. pichesensis Dyar, 1898
- I. quadratus Rothschild, 1933
- I. sublineata Rothschild, 1917
- I. tenuifascia Dognin, 1911
- I. tuisana Schaus, 1910
- I. tumara Schaus, 1921
- I. tybris Cramer, 1776
- I. veneta Dognin, 1901
- I. vitrea Cramer, 1780
- I. vitreoides Rothschild, 1922